# Sint-Kornelis-Horebeke
Sint-Kornelis-Horebeke (fr. Hoorebeke-Saint-Corneille) – dzielnica (deelgemeente) gminy Horebeke w Belgii, w Regionie Flamandzkim, w prowincji Flandria Wschodnia, w okręgu Oudenaarde. Do 31 grudnia 1976 samodzielna gmina.

## Demografia
Liczba mieszkańców, stan na 1 stycznia:
| Rok                | 1930 | 1947 | 1961 | 2020 |
| ------------------ | ---- | ---- | ---- | ---- |
| Liczba mieszkańców | 759  | 768  | 633  | 541  |